# Faculté de sciences politiques et sociales de l'université nationale autonome du Mexique
La Faculté de sciences politiques et sociales est une école supérieure de l'Université nationale autonome du Mexique chargée de faire l'enseignement et la recherche en sciences sociales. Fondée en 1951, cette faculté offre des cursus en sociologie, science politique et administration publique, communication, anthropologie et relations internationales.

## Cursus

### Licences
- Sciences de la communication.
- Science politique.
- Administration publique.
- Relations internationales.
- Sociologie.

### Maîtrises
- Sciences politiques et sociales, orientation en :
  - Études politiques et sociales
  - Gouvernement et affaires publiques
  - Communication
  - Études en relations internationales
  - Études Mexique - États-Unis
- Études latino-americaines

### Doctorats
- Sciences politiques et sociales, orientation en :
  - Études politiques et sociales
  - Gouvernement et affaires publiques
  - Communication
  - Études en relations internationales
  - Études Mexique - États-Unis
- Études latino-americaines